# موقف من الميتافيزيقا
موقف من الميتافيزيقا كتاب للفيلسوف المصري زكي نجيب محمود صدر عام 1953 وكان عنوانه «خرافة الميتافيزيقا» في طبعته الأولى وتغير في الطبعات التالية إلى «موقف من الميتافيزيقا»، صدر الكتاب عن دار الشروق للطباعة والنشر في 233 صفحة. يتحدث زكي نجيب محمود في كتابه عن كيفية التحليل الفلسفي والحكم الموضوعي على فكرة ما، حتى يتميز المفيد من غيره. جاء الكتاب في سبعة فصول: تكلم في الأول عن التحليل الفلسفي ومهمة الفيلسوف والتى لم تكن أبدًا العزلة بعيدًا عن الناس في محاولة لفهم العالم الحقيقي.

## محتوى الكتاب
الفلسفة تحليل
«كَانْت» وفلسفته النقدية
الميتافيزيقا المرفوضة
نسبية الخير والجمال
الميتافيزيقا تحت معاول التحليل: التحليل عند «مور»
الميتافيزيقا تحت معاول التحليل: أمثلة من التحليل عند بيرتراند رسل
الميتافيزيقا تحت معاول التحليل: التحليل عند رودلف كارناب 

## ملخص الكتاب
الفلسفة تحليل
ألِفَ الناس أن ينظروا بالمنطق ذي القيمتين إلى القول يقوله القائل ليخبر به خبراً؛ أي أنهم قد ألِفوا أن يحكموا على الخبر يأتيهم به المتكلم، بأحد شيئين: فهو عندهم إما صواب أو خطأ، ولا ثالث لهذين الفرضين؛ حتى جاء المناطقة المحدثون، فأضافوا إلى هذين الحكمين التقليديين حكماً ثالثاً، هو أن يكون القول كلاماً فراغاً لا يحمل إلى السامع معنى، فلا يجوز وصفه عندئذ بصواب أو خطأ، وبالتالي لا يجوز أن يكون موضع أخذ وردٍ وبحث ومناقشة؛ فقولنا عن العدد 2 - مثلاً - أنه عدد زوجي قول صحيح، وقولنا عنه إنه فردي قول خاطيء، وأما قولنا إنه «عدد أبيض» فكلام فارغ لا يكون صواباً ولا خطأ.
الفلسفة تحليل للألفاظ والقضايا التي يستخدمها العلماء والتي يقولها الناس في حياتهم اليومية؛ فليس من شأن الفيلسوف أن يقول للناس خبراً جديداً عن العالم، ليس من مهمته أن يحكم على الأشياء، لأن الحكم يقوم به فريق آخر، هم العلماء، كل في علمه الذي اختص به؛ فعالم الطبيعة أولى منه بالتحدث عن قوانين الطبيعة، وعالم النفس أولى منه بالتحدث عن قوانين السلوك، وهكذا. بل مهمة الفيلسوف هي أن يحلل ويوضح المعاني، حتى لقد عرَّفت «سوزان لانجر» الفلسفة بأنها علم المعنى.
إن الرأي الذي أخذ به أنصار المدرسة التحليلية الحديثة، ينتهي بهم إلى أن المعرفة العلمية نوعان لا ثالث لهما: وهما الرياضيات والعلوم الطبيعية؛ وهم في ذلك أتباع لأب أصًيل من آباء المذهب الوضعي، وأعني به "هيوم" وله العبارة المشهورة التي نصها بالترجمة هو ما يأتي:"إذا تناولتْ أيدينا كتاباً - كائناً ما كان - في اللاهوت أو في الميتافيزيقا الاسكولائية مثلاً، فلنسأل: هل يحتوي هذا الكتاب على أي تدليل يدور حول الكمية والعدد؟ لا؛ هل يحتوي على أي تدليل تجريبي يدور حول الحقائق الواقعة القائمة في الوجود؟ لا؛ إذن فاقذف به في النار لأنه يستحيل أن يكون مشتملاً على شيء غير سفسطة ووهم.
أما الميتافيزيقا...فلم يواتها الحظ السعيد بعد، لتبدأ سيرها في طريق العلم المأمون...فترى الباحثين في الميتافيزيقا أبعد ما يكونون عما يشبه إجماع الرأي، مما يجعل الميتافيزيقا توشك أن تكون ميداناً للقتال...ولم ينجح أحد من المتقاتلين في كسب شبر واحد من الأرض...وهذا يدل بغير شك على أن الطريقة التي اتبعتها الميتافيزيقا إلى الآن، قد كانت مجرد خبط عشوائي...فما الذي  اعترض سبيل الباحثين دون الكشف عن الطريق العلمي في هذا الميدان (ميدان الميتافيزيقا)؟ أيكون هذا الطريق مستحيلاً كشفه على الإنسان؟...أم أننا أخفقنا حتى الآن، ولكن هنالك من الدلائل ما يبرر لنا الأمل في أننا إذا بذلنا جهداً جديداً، فربما كنا أحسن حظاً من أسلافنا في ذلك.
«كانت» وفلسفته النقدية
استحالة المعرفة الميتافيزيقية عنده (كانت) نفسية وليست هي بالإستحالة المنطقية كما يرى المذهب الوضعي المنطقي؛ هي عند «كانط» حقيقة نفسية بمعنى أنه لو كان الإنسان على غير ما هو عليه في إدراكه للأشياء، لأمكن ألا تكون المعرفة الميتافيزيقية مستحيلة؛ هي مستحيلة الآن لأن العقل الإنساني لم يخلق لإدراكها، كما لم تخلق العين لسماع الأصوات؛ أما أصحاب المذهب الوضعي المنطقي فيبنون استحالة الميتافيزيقا على أساس أن أقوالها فارغة من المعنى بحكم ما اتفقنا عليه في طرائق استعمال اللغة؛ إنها أقوال لا تصف شيئاً هنا أو هناك، بحيث يجوز لنا أن نسأل أيمكن حقاً أن يدرك الإنسان هذا الشيء أم أن إدراكه مستحيل عليه.
إننا إذ نقول عن فلسفة «كانت» أنها «نقدية» فإنما نعني بذلك أنها تحليلية، فماذا تحلل؟ هي تتناول أحكام الناس الكلية التي يقولونها في العلوم - أو في حياتهم اليومية - محاولة حلها إلى عنصريها: ما هو مستمد من التجربة الحسية فيها، وما هو قبليٌّ لم يعتمد على تجربة بل يستند إلى مبادئ عقلية. وحين نصف فلسفته بأنها «ترانسندنتالية» فإنما نعني أنها تتناول القضية الكلية من هذه القضايا التي يقولوها الناس في علومهم وفي حياتهم اليومية، فتوغل في باطنها لتستخرج ما يكمن فيها من مبادئ عقلية؛ أو قل إنها تحفر البناء التجريبي المتمثل في القضية لعلها تصل إلى الأساس الخفي من مباديء العقل، الذي يقوم عليه هذا البناء، فإذا اصطدمت كرة بأخرى فحركتها، ثم قلنا إن الكرة الأولى سبب في حركة الكرة الثانية، كان قولنا هذا معتمداً على الحس من جهة، لكنه معتمد على مبدأ عقلي من جهة أخرى هو مبدأ السببية، وطريقة «النقد» هي أن أحاول أستخرج هذا المبدأ من وراء الخبرة الحسية.
إن من حقك أن تشك في قضية معينة، ثم يزول شكك هذا بإرجاع القضية إلى السند الذي يؤيدها، فإن وجدته زال الشك، بالحكم بالصدق على القضية، وإن لم تجده زال الشك أيضاً، بالحكم بالكذب عليها، وهذا السند نفسه إما نسبي أو مطلق، فهو نسبي إذا كان بدوره مستنداً إلى سند وراءه، وهو مطلق إذا لم يكن وراءه سند، فهو مفروض الصدق بغير برهان، ومثل هذا السند المطلق هو المبدأ العقلي القبلي الذي تحاول الطريقة النقدية أن تلمسه في الحكم الذي تختاره من كلام الناس لتحلله.
الميتافيزيقا المرفوضة
نشأت الميتافيزيقا من غلطة أساسية، وهي الظن بأنه ما دامت هناك كلمة في اللغة، فلابد أن يكون لها مدلول ومعنى؛ وكثر تداول اللفظة، ووجودها في القواميس يزيد الناس إيماناً بأنها يستحيل أن تكون مجرد ترقيم أو مجرد صوت بغير دلالة؛ ولكن التحليل يبين لك أن مئات من الألفاظ المتداولة والمسجلة في القواميس هي ألفاظ زائفة، أو هي «أشباه ألفاظ» كما يسميها رجال الوضعية المنطقية؛ وما أشبه الأمر بظرف يتداوله الناس في الأسواق مدة طويلة على أنه يحتوي على ورقة من ذوات الجنيه، حتى يكتسب الظرف قيمة الجنيه في المعاملات، وبعدئذ يجيء متشكك ويقض الظرف ليستوثق من مكنونه ومحتواه، وإذا هو فارغ وكان ينبغي أن يبطل البيع به والشراء، لو تنبه الناس إلى زيفه من أول الأمر.
نسبية الخير والجمال
إذا قال لنا قائل مشيراً إلى شيء معين: «هذا خير» أو «هذا جميل»؛ كان لنا أن نسأله: هل تعبر بذلك عن ميلك أنت، أم هل تصف ميول الناس عامة؟ إن كانت الأولى فعبارته فارغة من المعنى، لأنه لا سبيل إلى تحقيقها، وإن كانت الثانية فهي عبارة مقبولة، إذ يمكن الرجوع إلى ما نلاحظه في ميول الناس كي نحقق صدق المزاعم فيما زعم. الجملة الأخلاقية أو الجمالية ليست بذات معنى، لأنها لا تشير إلى عمل يمكن أداؤه للتحقق من صدق معناها المزعوم، ولا تكون الجملة بذات معنى إلا إذا أمكن تحويلها إلى عمل؛ فكل جملة  لا تدلك بذاتها على ما يمكن عمله، بحيث يكون هذا العمل هو معناها الذي لا معنى لها سواه، تكون صوتاً فارغاً مهما قالت لنا القواميس عن معانيها؛ فالفكرة الواضحة هي ما يمكن ترجمته إلى سلوك، وما لا يمكن ترجمته على هذا النحو لا ينبغي أن نقول عنه إنه فكرة غامضة وكفى، بل ليس هو بالفكرة على الإطلاق؛ وفيما يلي أمثلة لما نريد: «الصلابة» في الجسم فكرة واضحة إذا كنت أعرف ماذا أعمل في الجسم لأتبين فيه ما أسميه بالصلابة، كأن أحاول خدشه بأجسام أخرى كثيرة، فلا ينخدش، فأقول عندئذ إنه «صلب» وأعد نفسي فهمت فكرة «الصلابة» فهماً «واضحاً» لأنني عرفت ما نوع السلوك الذي أسلكه حين أريد ترجمة الفكرة إلى عمل، أما إذا وصفت شيئاً بأنه «خير» أو بأنه «جميل» فلست أعرف ماذا أعمل فيه بحيث يكون عملي هذا هو نفسه ما أسميه في الشيء «بالخير» أو «بالجمال» وإذن فهاتان الكلمتان لا تدلان على شيء إطلاقاً، لمجرد أنهما لا تدلان على سلوك محدد واضح يُعمل ليتبين به المعنى المراد؛ ومن ذلك ترى أن كل مناقشة في هل هذا الشيء خير أو ليس خيراً، جميل أو ليس جميلاً، لن تؤدي إلى نتيجة، لأنها كلمات ليست دالة على سلوك، وبالتالي دالة على معنى.
بالفهم المشترك نعرف أن العالم المادي موجود، وأن فيه أناساً غيرنا، وأنه قد لبث موجوداً عدة سنين إلخ، فليس بنا حاجة إلى ميتافيزيقا تبرهن لنا على ذلك، هذا من جهة، ومن جهة أخرى فلو كان هنالك من المعرفة ما ليس يأتينا به «الفهم المشترك» بفطرته ولا العلم بمشاهداته كالقول بخلود الروح مثلاً، فستعجز الميتافيزيقا كذلك عن إمدادنا بهذه المعرفة، بعبارة أخرى: ما نعرفه عن طريق الفهم المشترك والعلوم لا حاجة بنا فيه إلى الميتافيزيقا لتزيد من معرفتنا به، وما لا نعرفه عن ذلك الطريق ليس في وسع الميتافيزيقا أن تحيطنا علماً به.
وإذن فنحن إذ نريد استبدال معلوم بمجهول، أعني حين نريد أن نضع اسم شيء معين مكان الرمز «س» في دالة القضية، لتصبح قضية، فإننا نجد أنفسنا إزاء حالة من ثلاث حالات ممكنة:
(1) فإما أن نستبدل بالمجهول معلوماً يجعل القضية صادقة.
(2) وإما أن نستبدل بالمجهول معلوماً يجعل القضية كاذبة.
(3) وإما أن نستبدل بالمجهول معلوماً يجعل العبارة كلاماً فراغاً من المعنى.
ففي دالة القضية «س إنسان»، إذا وضعنا مكان «س» اسم العقاد، بحيث أصبحت العبارة «العقاد إنسان» فإننا نحصل بذلك على قضية صادقة؛ وإذا وضعنا مكان «س» إسماً لأحد أفراد الغوريلا، ولنفرض مثلاً أننا أطلقنا اسم «شيتا» على فرد معين من أفراد الغوريلا، فقلنا «شيتا إنسان» كانت القضية الناشئة قضية كاذبة، أما إذا وضعنا مكان الرمز «س» اسماً لشيء ليس بين طائفة الأفراد التي يصلح وصفها بكلمة إنسان - صدقاً أو كذباً - فقلنا مثلاً «الفضيلة إنسان» كانت العبارة كلاماً بغير معنى.
إن قوانين المنطق يستحيل أن تتعارض مع الواقع، لأنها في ذاتها لا تقول شيئاً عن الواقع؛ إننا بتطبيقنا لقوانين المنطق نستطيع أن نشتق عبارة صحيحة من عبارة أخرى غير صحيحة، لكن المنطق وحده ليس هو الذي يقول عن العبارة الأولى أنها صحيحة، لأن ذلك موكول إلى الخبرة وحدها؛ كل ما يستطيع المنطق أن يقوله هو أنه إذا صدقت عبارة - أو مجموعة عبارات - وصفية، فلا بد أن تصدق كذلك عبارة وصفية أخرى هي كذا وكذا.

## مقتطفات من الكتاب
بدأ زكي نجيب محمود طبعته الثانية بالرد على معارضات الناقدين وكتب: "رأيت أن أكتفي بمقدمة أقدم بها الطبعة الثانية، واضعا فيها تلك الردود والشروح في شيء من الإيجاز، مبْقيًا على النص القديم كما هو بغير تعديل بكل ما فيه من قوة وضعف، ووضوح وغموض، وحسنات ومآخذ؛ فلقد بَعَد به العهد، وأصبح من حقه أن يُصان ليكون بمثابة وثيقة تشهد على فكر المؤلِّف وطريقة تعبيره عن ذلك الفكر في مرحلة مبكرة نسبيٍّا من مراحل عمره.
كان أوجع نقد وأبشَعُه، هو أن اختلط الأمر على الناقدين فخلطوا بين فلسفة ودين، حتى خيِّل إليَّ يومئذ أن بعض هؤلاء الناقدين - على الأقل - لم يقرءوا من الكتاب شيئًا، وهم إما أن يكونوا قد اكتفوا بقراءة عنوانه - في طبعته الأولى – "خرافة الميتافيزيقا"، قائلين لأنفسهم شيئًا كهذا: الميتافيزيقا هي ما وراء الطبيعة، وما وراء الطبيعة هو الغيب، وأيضا هو الله سبحانه وتعالي، وإذن فهذه الجوانب الهامة من الإيمان الديني خرافة عند مؤلِّف هذا الكتاب. أقول: إن بعض الناقدين إما أن يكونوا قد اكتفوا بقراءة عنوان الكتاب، ثم أخذت خواطرهم تتسلسل على النحو المذكور، وإما أنهم كانوا أقل من ذلك درجة، وطفقوا يرددون ما يسمعونه عن غير وعي ولا دراية. نعم، إنهم خلطوا بين فلسفة ودين؛ فالفيلسوف عندما يقيم بناءه الميتافيزيقي من النوع الذي نرفضه؛ لأن هناك نوعا ثانيًا من الميتافيزيقا مقبولا عندنا، وسنذكر ذلك بعد حين؛ أقول: إن الفيلسوف عندما يقيم بناءه الميتافيزيقي، إنما يضع في بداية طريقه "مبدأ معينًا ينطلق منه، معتقدا - بالطبع - صواب ذلك المبدأ، وليس لديه من سند يرتكز عليه في ذلك الاعتقاد، إلا ظنه بأنه قد رأى ذلك المبدأ بحدسه (أي ببصريته) رؤيةً مباشرة؛ لكن اعتقاده في صواب مبدئه لا يمنع فيلسوفًا آخر من أن يضع لنفسه مبدأ آخر يعتقد - بدوره - أنه هو الصواب. ولنضرب لذلك مثلا أفلاطون، ثم أرسطو من بعده، فقد رأى الأول أن الأفكار المجردة التي هي بمثابة النماذج الأولى، وعلى غرارها جاءت الكائنات الجزئية، هي ذات وجود موضوعي مستقل وقائم بذاته، فالقط الذي تراه أمامك سائرا على أرض غرفتك، قد خِلَق وفق "المثال" الأزليِّ للقط، وما ذاك المثال إلا فكرة مجردة عن طبيعة القط الجوهرية كيف تكون. وكيف عرف أفلاطون ذلك؟ عرفه من رؤية مباشرة رأى بها تلك "المثُل" حين صعد إليها في مدارج التأمل الفلسفي حتى بلغها، وجاء بعده أرسطو ليرى رؤيةً أخرى فيما يتخذه لنفسه "مبدأ" يقيم عليه بناءه الفلسفي، وهو فكرة "الصورة" التي من شأنها أن تتجسد المادة فتكون هذا الكائن أو ذلك، فليست صورة القط - أي جوهر طبيعته - فكرة مجردة مستقلة عن القط، بل هي سارية فيه مجسدة به ... إلى آخر ما يذهب إليه الفيلسوفان في ذلك، مما يمكن الرجوع إليه في كتب الفلسفة. على أن الأمر الذي يهمنا هنا، هو أن الفيلسوف المعين مطالَب بإقامة البرهان العقلي الذي يبين به صواب مبدئه، وصواب النتائج التي استدلَّها من هذا المبدأ، والذي نرفضه نحن ونطلق عليه صيغة "الخرافة" من عنوان هذا الكتاب - كما كان في طبعته الأولى - ليس هو أن يتَّخذ الفيلسوف الميتافيزيقي لنفسه ما شاء من "مبدأ"، ولا هو – بالطبع - النتائج التي استدلها، ما دام استدلاله لها جاء على منطق العقل؛ بل المرفوض هو أن يبني الفيلسوف بناءه الفكري في ذهنه، ثم يزعم أنه تصوير لحقيقة الكون كما هي قائمة في الوجود الواقعي خارج ذهن الإنسان صاحب البناء، فشأن الفيلسوف الميتافيزيقي وهو يقيم البناء العقلي نتائج مستمدة من مبادئ، هو نفسه شأن الرياضي حين يقيم بناءه الرياضي، مستخرجا فيه النتائج من المسلَّمات، كما نرى - مثلا - في هندسة إقليدس، لكن الرياضي إذ يُقدم بناءه الرياضي المحكم في روابطه المنطقية، لا يدعي أنه تصوير للكون الخارجي. وكيف يدعي ذلك، وهو يعلم أن في مستطاع رياضي آخر أن يضع لنفسه مسلَّمات أخرى، فيُخرج منها نتائج أخرى؟ فالبناء الرياضي يُحكم عليه "داخليٍّا" على أساس سلامة الاستدلال، لا "خارجيٍّا" على أساس مطابقته للواقع؛ لأن ما هو صحيح رياضيٍّا قد يأتي مطابقًا للواقع وقد لا يأتي، وهكذا يجب أن تكون الحال بالنسبة للبناءات الميتافيزيقية في الفلسفة. وأما العقيدة الدينية فأمرها مختلف كل الاختلاف؛ لأن صاحب الرسالة الدينية لا يقول للناس: إنني أقدم لكم فكرة رأيتها ببصريتي، بل يقول لهم: إنني أقدم رسالة أوحي بها إليَّ من عند ربي لأبلغها، وها هنا لا يكون مدار التسليم بالرسالة برهانًا عقليٍّا على صدق الفكرة ونتائجها امل َستدلَّة منها، بل يكون مدار التسليم هو تصديق صاحب الرسالة فيما يرويه وحيًا من ربه، أي إن مدار التسليم هو الإيمان فكيف يجيء الخلط بين موقفَين: أحدهما موقف الميتافيزيقي وهو يُقدم للناس بضاعته هو، مستندا إلى منطق العقل في إقامة البرهان، والآخر هو موقف صاحب الرسالة الدينية وهو يُقدم وحيًا أوحي به إليه، ويطلب من الناس إيمانهم بصدق ما يقوله. إنه إذا اعترض معترض على الفيلسوف فيما يُقدمه، فعليه أن يبني أدلته المنطقية التي تُبرِّر اعتراضه، وأما إذا اعترض معترض على صاحب الرسالة الدينية، فذلك ليس لأنه رأى خللا في منطق التفكير، بل لأنه لم يصدق صاحب الرسالة وكفى. أفبعد بيان هذا الفرق الشاسع بين الموقفَين: الفلسفي والديني، يمكن أن يُقال للمعترض على الفيلسوف، الذي يزعم أن بناءه الفكري هو أيضا تصوير للكون الخارجي: إنك باعتراضك هذا بمثابة من يعترض على رسالة الدين؟! اللهم سبحانك.

## نقد وتعليقات
كتب إبراهيم طلبة على موقع الحوار المتمدن في 2 مايو 2015: «في كتابه» موقف من الميتافيزيقا «يحدد الميتافيزيقا بأنها البحث في أشياء لا تقع تحت الحس ، لا فعلا ولا إمكانا ، لأنها أشياء بحكم تعريفها لا يمكن أن تدرك بحاسة من الحواس .. ويميز زكى نجيب محمود بين نوعين من الميتافيزيقا : ميتافيزيقا تأملية وميتافيزيقا نقدية ، ويعلن رفضه للميتافيزيقا التأملية ويطالب بحذفها من دائرة الكلام المفهوم، ويعلن قبوله للميتافيزيقا النقدية لأنها نافعة ومفيدة في دراسة قضايا العلوم»، ويتابع الكاتب قائلاً: «عندما نطالع مؤلفات زكى نجيب محمود لا نجد اختلافا كبيرا بين مواقفه الفكرية ومواقف فلاسفة التحليل اللغوى المعاصرين أمثال مور ورسل وفتجنشتين ، وفلاسفة الوضعية المنطقية أمثال مورتس شليك وآير وكارناب وغيرهم . نجده يدور مدارهم جميعا من حيث إنه يتبنى منهجهم التحليلى ، ويعالج القضايا التي يتعرض لها بنفس طريقتهم ، وينزع منزعا متعصبا ضد الميتافيزيقا ومنحازا مع العلم ، ويهاجم الفلسفة التقليدية ، ويدعو إلى الفلسفة العلمية ، ويدافع عن التحليل المنطقى في مجال التفكير العلمى بالذات ، ويطالب الفلاسفة بضرورة التزام الدقة البالغة في استخدام الألفاظ والعبارات ، التزاما يقربهم من العلماء في دقة استخدامهم للمصطلحات العلمية ، وأن يكون عملهم هو توضيح الأفكار توضيحا منطقيا .... الخ».
كتب أحمد إبراهيم الشريف في صحيفة «اليوم السابع» بتاريخ 27 فبراير 2021: «يقول زكى نجيب محمود في المقدمة: تنعكس صورة العصر على أقلام الكُتَّاب والمفكرين بإحدى طريقتَين، فهؤلاء الكُتَّاب والمفكِّرون إما أن يصوِّروا واقع الحياة من حولهم تصويرًا أمينًا، بحيث يبدو على صفحات كتبهم وجهُ الحياة القائمة كما هو بملامحه ومعالمه وقَسَماته ولمحاته، أو أن يصوِّروا هذا الواقع بالثورة عليه ومحاولة قلب أوضاعه»، ويتابع الكاتب قائلاً: «وعقيدتى هي أن عصرنا هذا في مصر بصفة خاصة، يسوده استهتار عجيب في كل شيء، والذى يهمنى الآن ناحية خطيرة من نواحى حياتنا، هي ناحية التفكير والتعبير؛ فقد اعتادت الألسنة والأقلام أن ترسل القول إرسالًا غير مسئول، دون أن يطوف ببال المتكلم أو الكاتب أدنى الشعور بأنه مطالَب أمام نفسه وأمام الناس، بأن يجعل لقوله سندًا من الواقع الذي تراه الأبصار وتمسه الأيدي».
كتب الدكتور خالد الخضري في صحيفة "الرياض" السعودية بتاريخ أول فبراير 2022: "تمثل أطروحات الفيلسوف العربي الرائد زكي نجيب محمود إضافة مهمة في الجوانب المتعلقة بالفلسفة الميتافيزيقية"، ويتابع الكاتب قائلاً: "الميتافيزيقا: تعني الأشياء التي لا تخضع لـقوانين الطبيعة، أو يمكن التعبير عنها مجازياً، بأنها الأشياء التي تتجاوز حدود الطبيعة أو ما وراء الطبيعة. وفي ظل الأصول الأفلاطونية المحدثة وأصول الفلسفية في العصور الوسطى، يصعب التفكير في أمور ما وراء الطبيعة كأحد جوانب الفلسفة أو علم الغيبيات لأن أي اعتماد على نقيضها - مدرسة الطبيعية - ينبغي في النهاية أن يتم إثبات عكسه أو نقيضه. ولكون الميتافيزيقا فرع من الفلسفة يتعلق بالطبيعة الأساسية للواقع، فهو يهدف إلى تقديم وصف منظم للعالم وللمبادئ التي تحكمه، وخلافاً للعلوم الطبيعية التي تدرس مظاهر محددة من العالم، تُعدّ الميتافيزيقا علوماً استقصائية أكثر توسعاً في المظاهر الأساسية للموجودات".
نشرت صحيفة الدستور مقالة للكاتب محمد يسري في 11 يناير 2019 جاء فيها: "من الذين هاجموا الكتاب بشراسة  الدكتور محمد البهي وزير الأوقاف الأسبق وكان وقتها عضوا بمجمع البحوث الإسلامية، ومما قاله: لم يذكر الكتاب في سطر واحد منه أن المراد من قوله "البحث في اشياء لا تقع تحت الحس، لا فعلا ولا إمكانا هو (الفلسفة الميتافيزيقية) وحدها دون الحقائق الدينية، كما صرح بذلك مثلا أوكام فيما نقلناه عنه من قبل وبهذا يمكن أن يضع أمام قارئه من أول الأمر أنه يهدف إلى مناقشة البحث الفلسفي الإنساني الذي له طابع ما بعد الطبيعة، أما الدين ورسالته، أما الإسلام على وجه أخص فأمر آخر. وبذلك يبتعد القارئ عن اللبس، ويصون قدسية الدين، في الوقت الذي يناقش فيه صنعة الإنسان، وهي صنعته الميتافيزيقي"، ويتابع الكاتب قائلاً: "نقل الدكتور أحمد ماضي عن الدكتور عبد الهادي أبو ريدة قوله: إن الوضعية المنطقية تعد محاولة جديدة لهدم الفلسفة المثالية، وهدم الميتافيزيقا بقصد غير صريح وهو محاربة الإيمان بوجود الله وكل ما يتجاوز عالم الحس. ويجزم ابوريدة بأن استخدام التحليل المنطقي على يد الوضعيين المناطقة يؤدي إلى زعزعة الإيمان وأن موقفهم هذا فاسد إلى حد السخف، وأنهم يضيقون نطاق المعرفة إلى أقصى حد. ولم تكن هذه الهجمة خالية من تأييد للمفكر المصري زكي نجيب محمود ومن الذين ايدوه المفكر محمود أمين العالم الذي قال عنه: إن زكي نجيب محمود هو الصوت الوحيد الذي يعبر عن الفلسفة الوضعية في شرقنا العربي"

## وصلات خارجية
https://www.dostor.org/4016965 موقف من الميتافيزيقا
https://www.alriyadh.com/1932666 موقف من الميتافيزيقا
https://www.hindawi.org/books/30958192/ موقف من الميتافيزيقا
https://www.goodreads.com/book/show/6218657 موقف من الميتافيزيقا
https://www.youtube.com/watch?v=qFlKJ8NhcPQ موقف من الميتافيزيقا